# Azzedine Guellouz
Azzedine Guellouz (arabe : عز الدين قلوز), également orthographié Ezzedine Guellouz, né le 12 avril 1932 à Tunis et mort le 18 avril 2023, est un intellectuel tunisien, ancien ambassadeur délégué de son pays auprès de l'Unesco et professeur retraité de l'université de Tunis.

## Biographie
Azzedine Guellouz suit ses études secondaires au Collège Sadiki de Tunis puis ses études supérieures à Paris, en classe préparatoire et à l'Institut d'études politiques. Il est aussi un ancien élève de l'École nationale d'administration, agrégé de lettres et docteur d'État en histoire moderne.
Avant et parallèlement à son parcours universitaire, Guellouz se construit une carrière administrative et politique en Tunisie : il est chargé de mission au sous-secrétariat d'État au plan puis chef de service à la direction du plan, PDG de la Société tunisienne du sucre (1960-1962) et président de la Bibliothèque nationale de Tunisie (1974-1982).
Professeur invité dans plusieurs universités maghrébines et européennes, il est membre honorifique de l'Académie tunisienne des sciences, des lettres et des arts ainsi que membre du Conseil de réflexion sur l'islam en France créé par Pierre Joxe, entre 1990 et 1993, et du Haut Conseil de la francophonie.
Mort le 18 avril 2023, il est inhumé dans sa ville d'origine de Metline (gouvernorat de Bizerte).

## Décorations
- Commandeur de l'ordre de la République (Tunisie)[3]
- Officier de la Légion d'honneur (France)[3]

## Publications

### Ouvrages
- Pèlerinage à La Mecque, Lausanne/Paris, Bibliothèque des Arts, 1977 (avec Abdelaziz Frikha et Mohammed Arkoun)
- Les Arabes, l'islam et l'Europe, Paris, Flammarion, 1991 (avec Dominique Chevallier et André Miquel)
- La méthode historique de l'abbé Raynal, Lille, Atelier national de reproduction des thèses, 1992
- Le fait religieux, Paris, Fayard, 1993 (ouvrage collectif sous la dir. de Jean Delumeau)
- Le Coran, Paris, Flammarion, coll. « Dominos », 1996
- L'islam, Paris, Fayard, 2004
- L'avènement de Hussein Bey (1705-1706) : fondateur de la dynastie husseinite, Carthage, Beït El Hikma, 2019[4]

### Traductions
- Antoun Ghattas Karam, Le livre de Abdullah, Paris, Arcantère, coll. Unesco, 1993 (préface de Jacques Berque)
- Mahmoud Messadi, Le Barrage, Paris, Arcantère, coll. Unesco, Paris, 1994